# Vizianagaram (dystrykt)

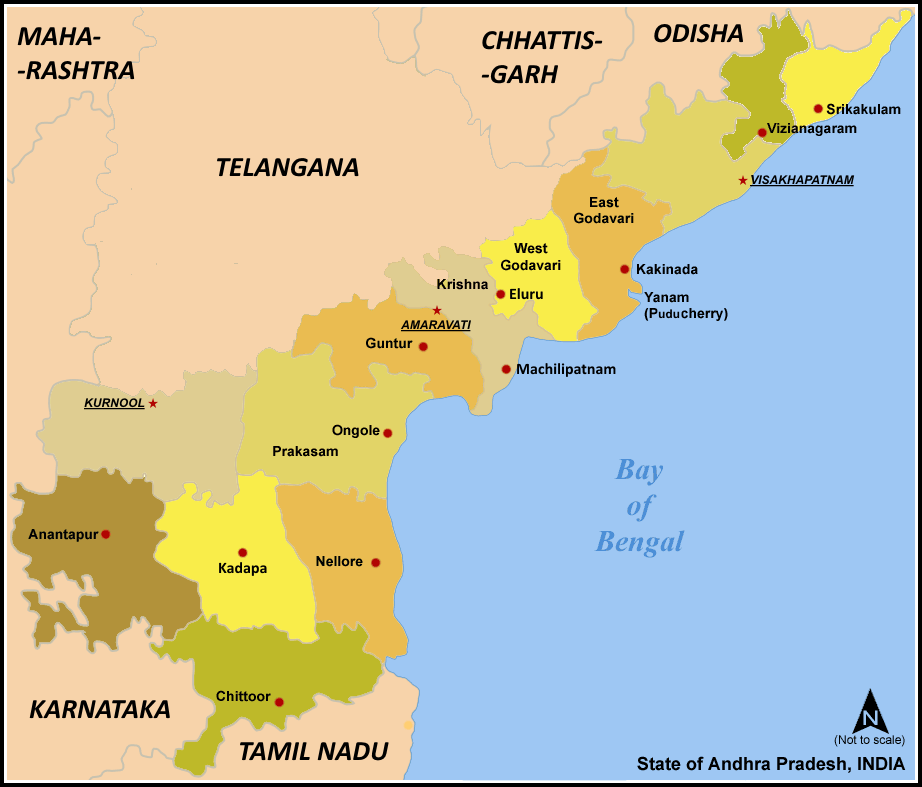
Dystrykty Stanu Andhra Pradesh.

Vizianagaram – jeden z 23 dystryktów indyjskiego stanu Andhra Pradesh, o powierzchni 6500 km². Populacja dystryktu wynosi 2 243 354 osób (2004), a stolicą jest miasto Vizianagaram.

## Położenie
Położony jest na północy tego stanu, nad Oceanem Indyjskim. Na zachodzie graniczy z dystryktem Visakhapatnam, od północy ze stanem Orissa, a od wschodu z dystryktem Srikakulam. Na południu granica dystryktu jest częścią linii brzegowej Oceanu Indyjskiego.